# 南部義典
南部 義典（なんぶ よしのり、1971年11月8日 - ）は、日本の法学者、政治学者。国民投票総研代表。研究分野は憲法改正手続法制、年齢関係法制、立法過程。
岐阜県生まれ。1990年3月、岐阜県立岐阜北高等学校卒業。1995年3月、京都大学文学部卒業（指導教授は加藤尚武）。同年9月、国会議員政策担当秘書資格試験合格。山花郁夫・衆議院憲法調査会幹事（当時）の政策担当秘書として、国民投票法の起案等、立法政策に携わる。同法の第一人者であり、政党、メディアのブレーントラストとして知られる。

## 主張
- 旧来の対決志向的な護憲・改憲二元論を排し、憲法審査会をフィールドとする多人多脚走的合意形成プラクティスへの構造転換の必要性を説いている[4]。
- コモンウェルス諸国の制度を参考に、国民投票運動の資金に関する規制を設けるべきと述べている[5]。

## 教職歴
- 2010年10月－2014年3月 慶應義塾大学大学院法学研究科講師（非常勤）

## 国会招致

### 衆議院
- 憲法審査会 参考人招致・質疑（2014年5月8日）[6][7][8]
- 日本国憲法に関する調査特別委員会 中央公聴会（2007年4月5日）[9][10][11]

### 参議院
- 日本国憲法に関する調査特別委員会 地方公聴会（2007年5月10日、さいたま市）[12][13]

## 著書・論文

### 単著
- 『教えて南部先生! 18歳から知っておきたい憲法改正国民投票法』（C&R研究所、2025年）ISBN 978-4-86354-477-2
- 『教えて南部先生! 18歳から知っておきたい契約の落とし穴　高額寄附被害者救済二法』（C&R研究所、2024年）ISBN 978-4-86354-438-3
- 『教えて南部先生! 18歳までに知っておきたい選挙・国民投票Q&A』（C&R研究所、2023年）ISBN 978-4-86354-406-2
- 『教えて南部先生! 18歳成人Q&A』（C&R研究所、2022年）ISBN 978-4-86354-395-9
- 『[図解] 超早わかり 18歳成人と法律』（C&R研究所、2019年）ISBN 978-4-86354-264-8
- 『[図解] 超早わかり 国民投票法入門』（C&R研究所、2017年）ISBN 978-4-86354-212-9
  - 改訂新版（2021年）ISBN 978-4-86354-365-2
- 『Q&A解説・憲法改正国民投票法』（現代人文社、2007年）ISBN 978-4-87798-344-4

### 共著
- （法学セミナー編集部編）『9条改正論でいま考えておくべきこと（別冊法学セミナー No.255）』（日本評論社、2018年）ISBN 978-4-535-40351-2
- （本間龍）『広告が憲法を殺す日 国民投票とプロパガンダCM』（集英社新書、2018年）ISBN 978-4-08-721031-6
- （田中治彦編著）『18歳成人社会ハンドブック 制度改革と教育の課題』（明石書店、2018年）ISBN 978-4-7503-4621-2
- （田中治彦ほか）『18歳選挙権と市民教育ハンドブック』（特定非営利活動法人開発教育協会、2016年）ISBN 978-4-87773-225-7
  - 補訂版（2017年）ISBN 978-4-87773-231-8
- （早川忠孝）『動態的憲法研究 あらゆる憲法事象についての総合的考察』（PHPパブリッシング、2013年）ISBN 978-4-907440-31-2

### 分担執筆
- （特定非営利活動法人開発教育協会編）『18歳成人とキャリア教育 グローバル社会で「おとなになる」を考える』（同、2023年）ISBN 978-4-87773-242-4
- （日本子どもを守る会編）『子ども白書2017 「子どもを大切にする国」をめざして』（本の泉社、2017年）ISBN 978-4780716382

### 監修
- 『マンガde理解 ココが変わった!! 18歳成人〔生活編〕』（理論社、2023年）ISBN 978-4-652-20544-0
- 『マンガde理解 ココが変わった!! 18歳成人〔法律編〕』（理論社、2023年）ISBN 978-4-652-20543-3

### 論文
- CiNii Research>南部義典

### 寄稿
- 論座（朝日新聞社）
- Voters（公益財団法人明るい選挙推進協会）